# Hövdingen
Hövdingen är en svensk TV-serie i fyra delar från 1986, skriven och regisserad av Lars-Göran Pettersson. Serien bygger på romanen med samma namn av Per Wahlöö och i rollerna ses bland andra Sten Ljunggren, Gösta Engström och Lisa Hugoson.

## Rollista
- Göran Engman – berättare
- Gösta Engström
- Lisa Hugoson – Inger
- Bo Lindström
- Sten Ljunggren – hövdingen
- Tomas Norström
- Bert-Åke Varg – urmakare Sandberg

## Om serien
Hövdingen producerades av Sveriges Television och fotades av Börje Gustavsson. Den visades i fyra 70-minutersavsnitt mellan den 9 april och 30 april 1986.